# Кастело (Фрозиноне)
Кастело (итал. Castello) је насеље у Италији у округу Фрозиноне, региону Лацио.
Према процени из 2011. у насељу је живело 52 становника. Насеље се налази на надморској висини од 235 м.